# 7 avril 1944
Le vendredi 7 avril 1944 est le 98e jour de l'année 1944.

## Naissances
- Bill Stoneman, joueur américain de baseball
- Christian Prouteau, officier de gendarmerie français
- David D. Clark, informaticien américain
- François Garnier (mort le 15 août 2018), prélat catholique
- Gerhard Schröder, homme d'État allemand
- Jacques Crampagne, joueur français de rugby à XV
- Jean-Pierre Brucato (mort le 22 mars 1998), footballeur et entraîneur français
- Jean-Pierre Pincemin (mort le 16 mai 2005), peintre français
- Julia Phillips (morte le 1er janvier 2002), productrice de cinéma américaine
- Kitty Cone (morte le 21 mars 2015), militante américaine pour les droits des personnes handicapées
- Makoto Kobayashi, physicien japonais
- Marianne Hoepfner, pilote de course française
- Noëlle Cordier, chanteuse française
- Oshik Levi, chanteur israélien
- Primo Mori, cycliste italien

## Décès
- Charles Blanc (né le 3 mars 1904), résistant français
- Hippolyte Surmont (né le 2 décembre 1862), médecin, professeur Université de Lille
- Johann Gruber (né le 20 octobre 1889), prêtre autrichien, résistant au nazisme
- Paulin Bascou (né le 15 mars 1889), joueur français de rugby à XV

## Événements
- Bombardement de Trévise
- Fin du convoi n° 24 du 4 avril 1944
- Massacre du Pont de l'Industrie à Rome